# (523722) 2014 LV28
(523722) 2014 LV28 est un objet transneptunien de magnitude absolue 5,67. 
Son diamètre est estimé à 356 km, ce qui pourrait le qualifier comme candidat au statut de planète naine.